# Daniel Friedrich (Gewerkschafter)

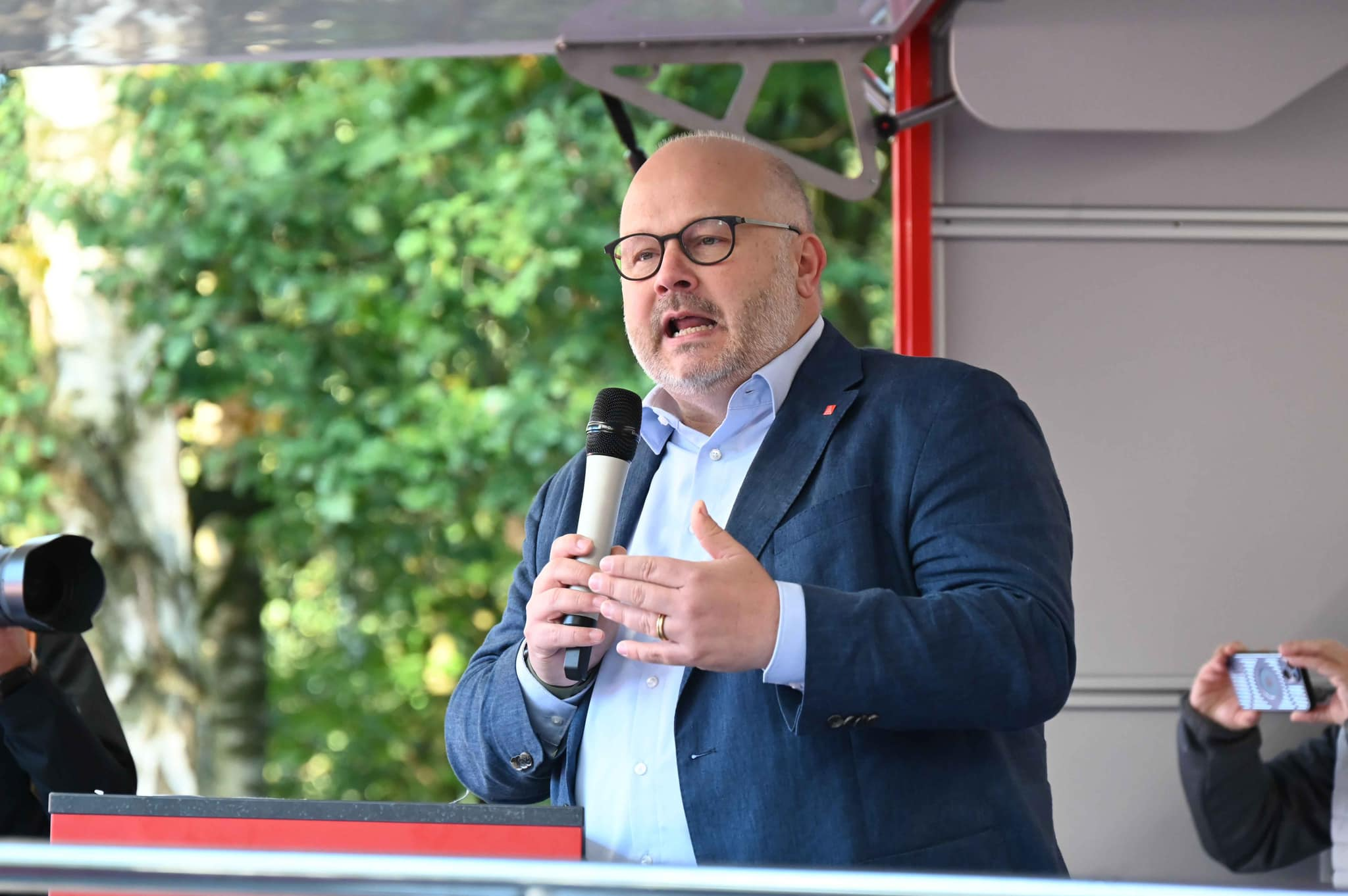
Daniel Friedrich beim Warnstreik in der Tarifrunde 2024

Daniel Friedrich (* 13. November 1975 in Köln) ist ein deutscher Gewerkschaftsfunktionär. Seit dem Dezember 2019 ist er Bezirksleiter der IG Metall Küste und damit u.a Verhandlungsführer der Gewerkschaft bei Tarifabschlüssen für die über 140.000 Beschäftigten der Metall- und Elektroindustrie in Hamburg, Schleswig-Holstein, Mecklenburg-Vorpommern, Land Bremen und dem nordwestlichen Niedersachsen.
Friedrich war einer der beiden Verhandlungsführer für den Pilot-Abschluss der Tarifrunde 2024 der Metall- und Elektroindustrie. Zum ersten Mal in der Geschichte der IG Metall hatten zwei Gebiete (Küste und Bayern) für die fast 3,9 Millionen Beschäftigten der Metall- und Elektroindustrie verhandelt.
Als Verhandlungsführer für die zivile Luftfahrtsparte von Airbus in Deutschland erzielte er maßgebliche Tarifverträge. Im Konflikt um die industrielle Neuausrichtung des Konzerns vereinbarte er Anfang 2022 eine Beschäftigungs- und Standortsicherung bis 2030. In diesem Zusammenhang durften die Beschäftigten des Werkes in Varel über einen Verkauf an einen Investor entscheiden. Sie lehnten den Verkauf ab. Für den Airbus-Konzern in Deutschland schloss er 2024 einen Konzerntarifvertrag zum Einsatz von Leiharbeit und Werkverträge ab. Darin wurde erstmals in einem Tarifvertrag geregelt, dass die Einsatzzeiten aus der Leiharbeit nach der Übernahme im Betrieb bei der Bezahlung von Sonderzahlungen wie Weihnachtsgeld angerechnet werden und so die Beschäftigten mehr Geld bekommen.
Friedrich ist ein Verfechter einer betriebsnahen Tarifpolitik und einer starken Beteiligung der Mitglieder in der Betriebs- und Tarifpolitik.

## Leben
Nach dem Realschulabschluss absolvierte Friedrich 1992 eine Ausbildung zum Industriemechaniker mit anschließender Tätigkeit in der Produktion (1996–1998) bei der Linde AG in Köln. 1998 begann der Gewerkschafter bei der damaligen IG Metall Bergedorf (heute Teil der IG Metall Region Hamburg) als Gewerkschaftssekretär für Jugend und Industriebetriebe.
Erste Gewerkschaftliche Aktivitäten entwickelte Daniel Friedrich als Jugend- und Auszubildendenvertreter und Betriebsrat sowie in den örtlichen, bezirklichen und zentralen Jugendgremien der IG Metall. Seit 1998 arbeitet er hauptamtlich auf verschiedenen Ebenen der IG Metall in Norddeutschland.
2002 wechselte er in die Bezirksleitung Küste und übernahm dort unter anderem die Funktion des Pressesprechers und des Bezirksjugendsekretärs. Später leitete er die Tarifpolitik des Bezirkes. Als Verhandlungsführer der Gewerkschaft führte er zu dieser Zeit unter anderem die Firmen-Tarifverhandlungen bei Airbus in Deutschland (Zukunftstarifvertrag 2011) und Dräger (Zukunftstarifvertrag 2010/15 und 2019) sowie auf verschiedenen Werften meist zur Sicherung der Beschäftigung.
Im Oktober 2015 übernahm Friedrich das Amt als 1. Bevollmächtigter der IG Metall Lübeck-Wismar. Im Juni 2019 berief der Vorstand der IG Metall ihn ab dem 1. Dezember 2019 zum Bezirksleiter der IG Metall Küste.
Daniel Friedrich ist stellvertretender Vorsitzender des Aufsichtsrats der Airbus GmbH in Deutschland sowie Mitglieder der Aufsichtsräte der Airbus Operations GmbH und Airbus Aeroesructurs GmbH.
Friedrich ist seit 1996 Mitglied der SPD und hatte verschiedene Funktionen bei der Arbeitsgemeinschaft für Arbeit in Schleswig-Holstein. beziehungsweise Lübeck.
Daniel Friedrich lebt mit seiner Familie in Lübeck.